# コーネリアス・クリーグホフ
コーネリアス・デイヴィッド・クリーグホフ（Cornelius David Krieghoff、1815年6月19日 - 1872年3月5日）は、オランダ生まれの画家である。画家としては主にカナダで働き 、風景画やアメリカ先住民の暮らしを題材に描いた。

## 略歴
オランダのアムステルダムで生まれた。工芸家の息子で家族とドイツに移り1830年代にドイツの美術学校で学んだ。18歳から各地を旅するようになり、アメリカ合衆国に移り、1837年にアメリカ陸軍に入隊し、フロリダにおけるインディアンとの戦争、セミノール戦争に従軍した。1840年にカナダ人女性と結婚し、軍を離れカナダに移った 。
1844年にはパリに旅し、アカデミック美術の画家ミシェル・マルタン・ドロラン(1789-1851)の指導を受け、ルーブル美術館の作品を模写して修行した。カナダに戻った後、1846年頃からモントリオールに住むようになり、1847年にモントリオール芸術家協会(Montreal Society of Artists)の設立に参加した。ケベック州、カナワクのインディアン居留地の先住民をスケッチして、後に油絵に仕上げた。ジェームズ・D・ダンカン(James D. Duncan: 1806-1881)やテオフィル・アメル(Théophile Hamel: 1817-1870)といったモントリオールで活動する画家たちとと活動し様々な展覧会に出展した。 
1853年からはケベックシティに移住し、1854年にイタリアとドイツを旅した。1863年から1868年までヨーロッパに住んだ後、シカゴに移り引退生活を送り、 1872年にシカゴで 56歳で亡くなった。

## 作品

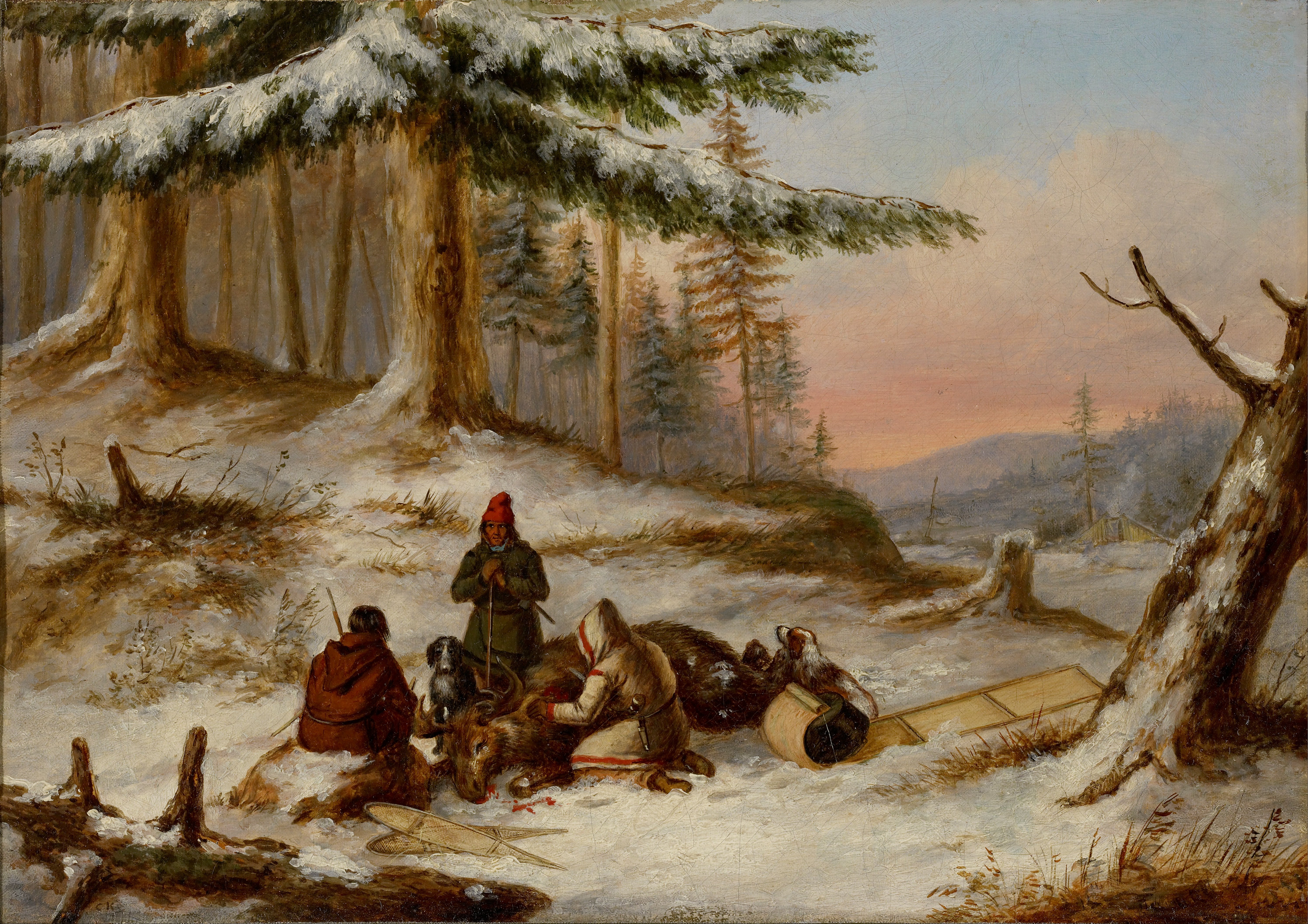
鹿狩り (1854/1864) オンタリオ美術館
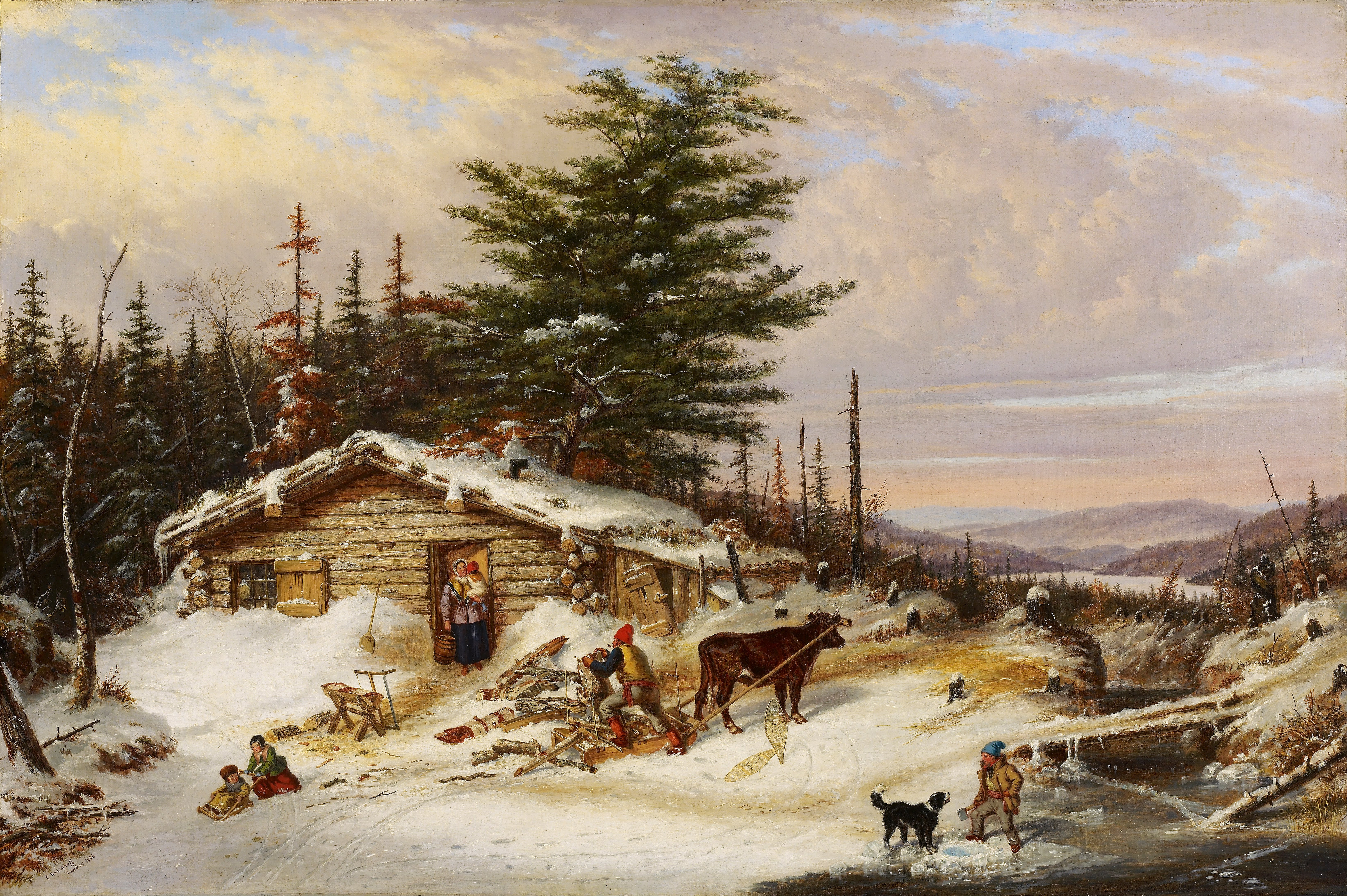
居留民の家 (1856) オンタリオ美術館
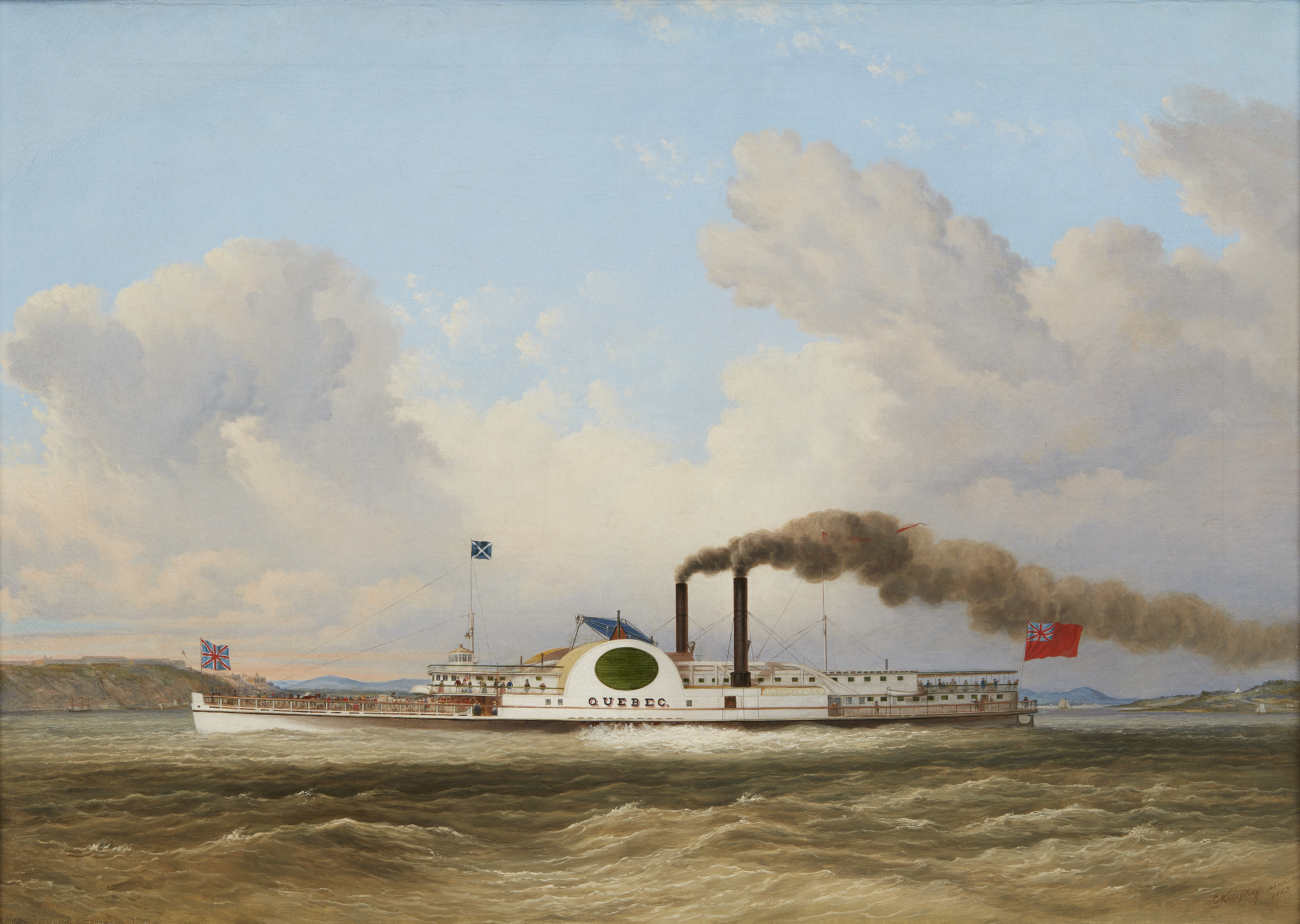
蒸気船「ケベック」(1853) オンタリオ美術館

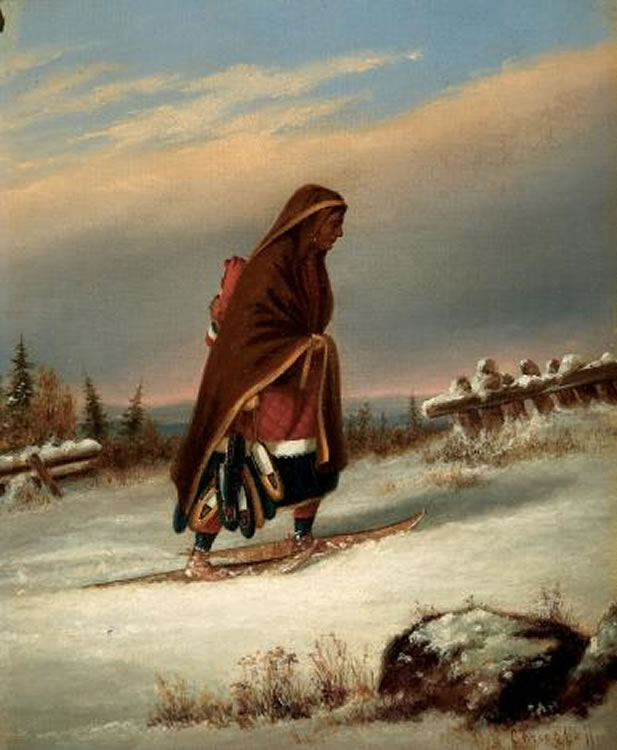
履物(Mocassin)売りの先住民
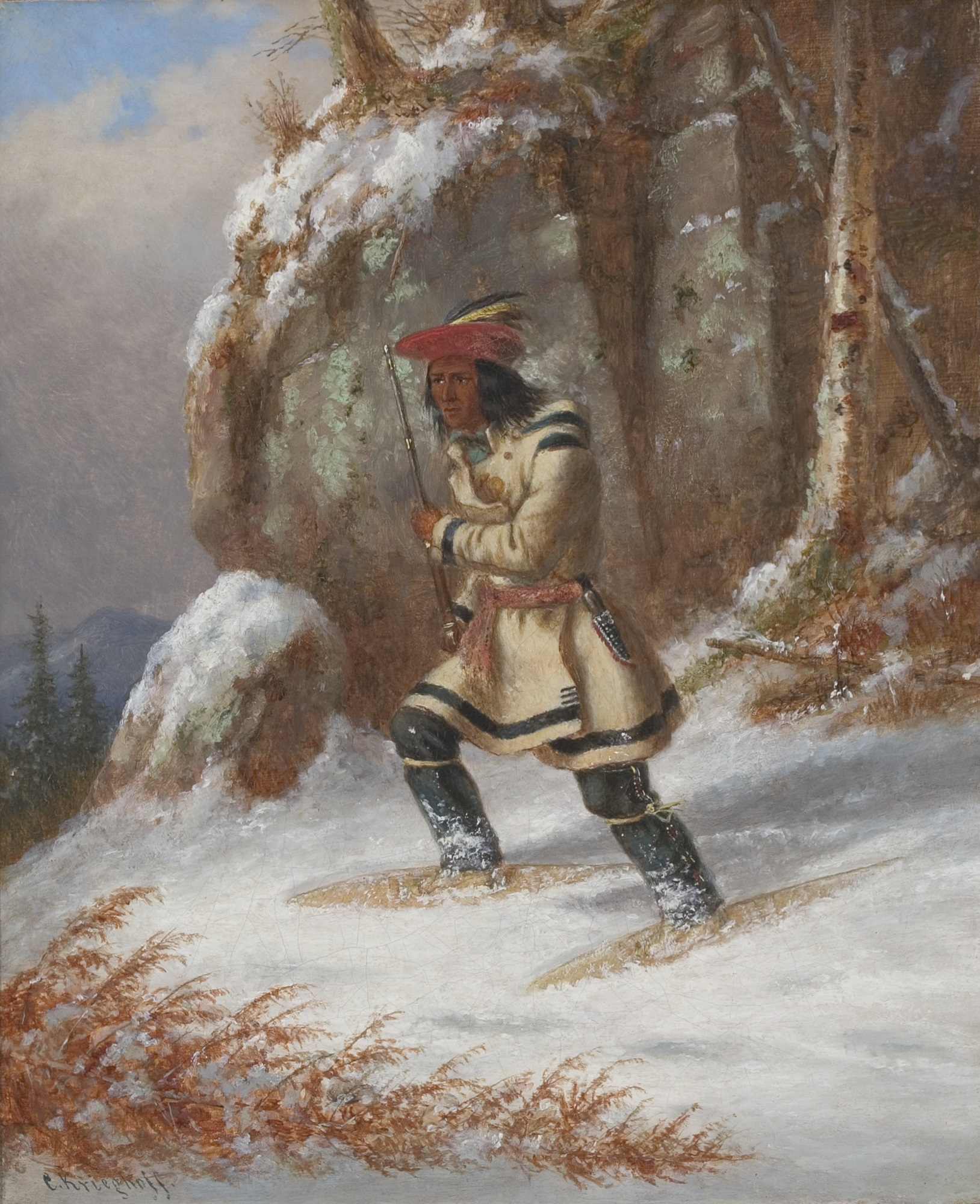
先住民の猟師
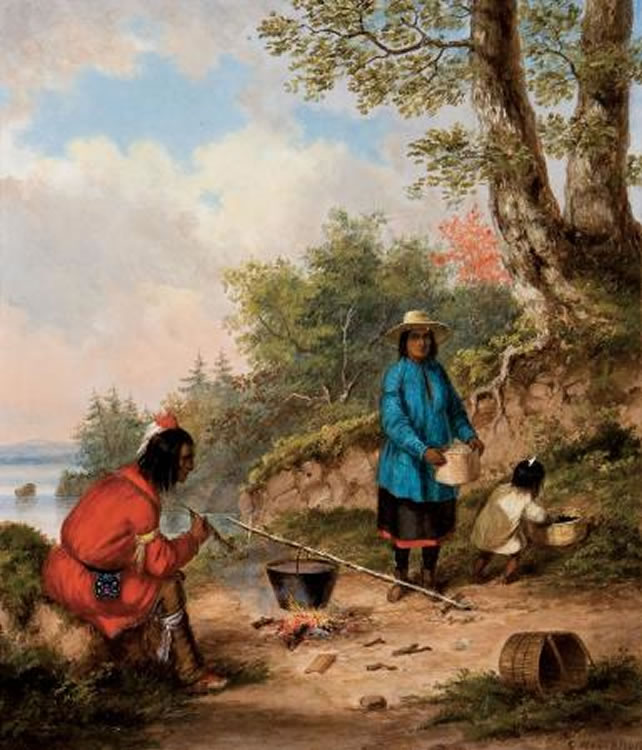
先住民の野営地
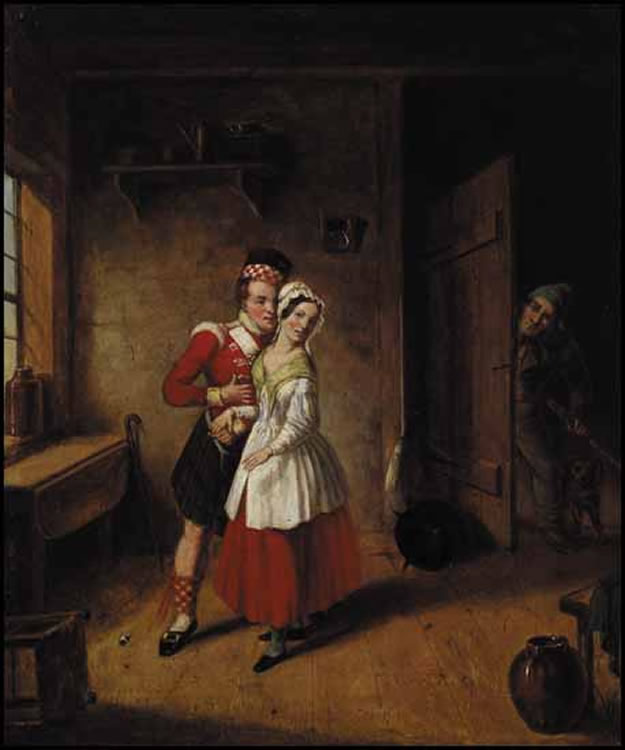
風俗画